# Stakčínska Roztoka
Stakčínska Roztoka – wieś (obec) na Słowacji położona w kraju preszowskim, w powiecie Snina. Pierwsze wzmianki o miejscowości pochodzą z roku 1574.

## Demografia
Według danych z dnia 31 grudnia 2012, wieś zamieszkiwało 336 osób, w tym 162 kobiety i 174 mężczyzn.
W 2001 roku rozkład populacji względem narodowości i przynależności etnicznej wyglądał następująco:
- Słowacy – 84,18%
- Czesi – 0,9%
- Rusini – 12,54%
- Ukraińcy – 2,39%

Ze względu na wyznawaną religię struktura mieszkańców kształtowała się w 2001 roku następująco:
- Katolicy rzymscy – 3,28%
- Grekokatolicy – 89,85%
- Prawosławni – 2,39%
- Ateiści – 2,69%
- Nie podano – 1,49%